# Kultivované maso

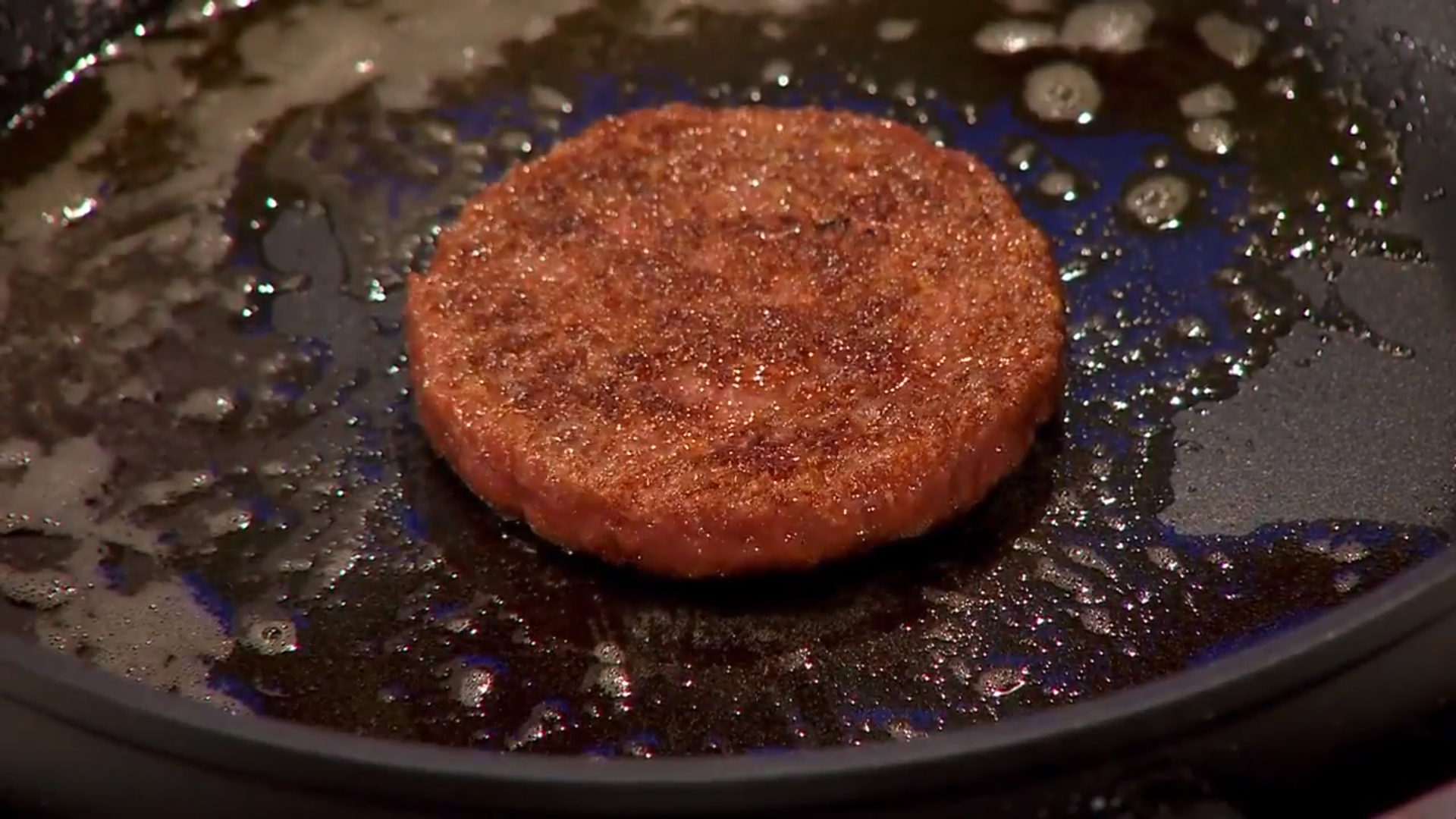
První hamburger z kultivovaného masa od Marka Prosta při smažení v televizním pořadu v roce 2013

Kultivované maso (též umělé maso, čisté maso či in-vitro maso) je maso produkované in vitro (laboratorně), pomocí kultivace živočišných buněk namísto porážky zvířat. Řadí se do buněčného zemědělství. Je produkované pomocí podobných metod jako při tkáňovém inženýrství používaného při regenerativní medicíně. Roste tedy z nediferencovaných kmenových buněk. Ačkoli představa o pěstování masa v laboratoři z kmenových buněk vznikla již v 50. letech 20. století, technologie byla patentována roku 1997 bylo zpopularizováno až na začátku století 21., jako zdravější, udržitelnější a etická alternativa zvířecího masa, jehož produkce značně zatěžuje životní prostředí. Výzkumem výroby kultivovaného masa se v Česku zabývá například firma Bene Meat Technologies. V Singapuru je laboratorní kuřecí maso již od roku 2020 servírováno v restauracích, 18. ledna 2023 získala firma Eat Just (prodávající kultivované maso pod značkou Good Meat) povolení prodávat své laboratorní maso bez použití živočišného séra.

## Historie a vývoj
S rostoucí populací rostou požadavky na množství masa a dalších živočišných produktů.
S myšlenkou kultivovaného masa se lze setkat už na počátku 20. století. Winston Churchill v roce 1932 napsal, že v budoucnu bude možné pěstovat maso bez potřeby těla zvířete. Už dva roky před ním podobnou myšlenku publikoval Frederick Edwin Smith. Zároveň Churchillův přítel a francouzský vědec Alexis Carrel dokázal úspěšně udržet při životě embryonální kuřecí srdce ex vivo.
Pokrok následoval v roce 1971 první in vitro kultivací masa; Russellu Rosseovi se podařilo vypěstovat hladkou srdeční svalovinu morčete domácího. Buňky si v tomto experimentu udržely morfologii tkáně a rostly v několika vrstvách.
Do přelomu 20. a 21. století však nebyl vývoj kultivovaného masa prioritou a spíše se hledělo na výzkum tkání pro medicínské účely. Zlom nastal až objevem myosatelitních buněk a jejich schopností diferencovat a proliferovat v klasické svalové buňky. Od této chvíle vše nabralo rychlý spád. Přišel první patent na industriální výrobu masa pomocí buněčných kultur od Willema van Eelena, přidala se NASA se svým výzkumem pro výrobu potravin kosmonautům na dlouhotrvajících letech a zároveň se do tohoto odvětví začalo masivně investovat.
Velký průlom v rámci popularizace učinil v roce 2013 Mark Post se svým hovězím burgerem, který dostal formou propagace do televizního pořadu, kde byl následně otestován. Tento burger stál 325 000 USD, tou dobou v přepočtu přes 6,5 milionu korun. Od té doby ale došlo ke značnému posunu, a ač je cena zatím stále vysoká (stovky dolarů za litr média), snižuje se a v budoucnu se očekává i rozumná cena pro spotřebitele.
K roku 2022 stále probíhal výzkum kultivovaného masa mnoha firmami po celém světě, včetně České republiky. Odhaduje se, že k rozšíření například do supermarketů dojde kolem roku 2025, nejdřív se ale musejí zefektivnit metody výroby tak, aby kultivované maso bylo cenově dostupnější.
Jako první země světa schválil prodej kultivovaného (kuřecího) masa Singapur v prosinci 2020.

## Proces a produkce
Principem je vytvořit svalovou tkáň, tukovou tkáň a pojivo z pár původních buněk získaných ze zvířete biopsií. Tím se získají buňky, které následně in vitro proliferují a diferencují.
Během proliferační fáze se buňky rychle dělí a tato fáze je potřeba k získání vysokého počtu buněk. Buňky se kultivují v bioreaktorech v kultivačním médiu, které poskytuje buňkám nutrienty, soli, vitamíny, hormony a růstové faktory. Tradičně se používají média obsahující fetální bovinní sérum (FBS), protože FBS představuje jedinečný zdroj různých proteinů, hormonů a růstových faktorů. Zde se však naráží na problém velké ceny a etiky, proto se mnoho laboratoří a startupů snaží hledat značně levnější varianty, které se dají získat pomocí rostlin a mikroorganismů, ale zároveň nebudou ztrácet na kvalitě.
Po získání dostatečného počtu buněk může být buněčná biomasa využita přímo jako produkt připomínající mleté maso, nebo mohou buňky diferencovat a přirozeně tvořit krátká svalová vlákna a tuk. Možností pro tvorbu 3D struktur je několik; často se využívá takzvané makroporézní lešení (scaffold), které buňkám dodává mechanickou podporu, umožňuje buňkám diferencovat a tím vytvořit 3D strukturu masa. Dalšími možnostmi jsou například hydrogely nebo 3D tisk. Avšak z důvodů zásobování živinami, vodou a kyslíkem je toto zatím maximální technologický strop a opravdové kultivované svalstvo, obsahující organizovaná vlákna, cévy, nervy, spojovací vlákna a tukové buňky bude vyžadovat ještě několik let výzkumu. Na tomto problému ale také pracuje mnoho startupů, které se snaží vyřešit jednotlivé problémy, aby vše nakonec mohlo fungovat jako celek.

## Etika a životní prostředí
Jelikož Organizace pro výživu a zemědělství (FAO) očekává nárůst požadavků na stravu do roku 2050 až o 70 %, je kultivované maso spolu s dalšími novými vynálezy potravinářského odvětví velkou pomocí v této problematice.
Jednou z velkých otázek budoucnosti kultivovaného masa budou také etická úskalí a náboženství. Zatímco v rámci etiky  může být maso z laboratoře etičtější než přírodní, kvůli němuž jsou zabíjena zvířata, otázka náboženství se zdá být mnohem složitější. Bude totiž třeba definovat, zda je kultivované maso halal nebo košer.